# Choman Hardi
Choman Hardi (ook wel: Choman Hardy, of Koerdisch: Çoman Herdî, geboren in 1974) is een Koerdische schrijver, dichter, vertaler en schilder die zowel in het Koerdisch (Sorani) als in het Engels publiceert.
Hardi, dochter van de Koerdische dichter en politicus Ahmed Hardi, werd geboren in 1974 in Slemani, Zuid-Koerdistan (Irak), waar ze ook opgroeide. Ze woonde later in Iran en Turkije en vestigde zich in 1993 in Engeland. 
Ze studeerde Filosofie en Psychologie aan het Queen's College in Oxford en heeft een master in Filosofie behaald op het University College in Londen. 

## Publicaties
Hardi publiceerde drie dichtbundels in het Koerdisch en twee in het Engels. De in het Engels gepubliceerde titels zijn Life for Us (Bloodaxe Books, 2004) en Considering the Women (Bloodaxe Books, 2015). Deze laatste titel stond in 2016 in Groot-Brittannië op de shortlist voor de Forward Prize for Poetry. Haar artikelen en gedichten verschenen onder meer in het toonaangevende poëzietijdschrift Modern Poetry in Translation   alsook in Poetry London, Poetry Review, Ploughshares, Washington Square Review en Exiled Ink.

## Carrière
Hardi was directeur van Exiled Writers Ink! (een vereniging van schrijvers die hun land ontvluchtten of verbannen werden, opgericht in 2000) en gaf workshops 'creatief schrijven'. Ze deed dit onder andere voor de British Council in het Verenigd Koninkrijk, België, Tsjechië en India .
Ze is dichter in residentie geweest bij Moniack Mhor Writers' Centre (Schotland), Villa Hellebosch (België), Hedgebrook Women Writers' Retreat (VS) en The Booth (Shetland). 
Als wetenschappelijk onderzoeker was ze gastonderzoeker bij Het Centrum voor multi-etnisch Onderzoek (CMMR) (aan de Uppsala University in Zweden), Centrum van het Moderne Oosten (Berlijn) en De afdeling Geesteswetenschappen van de Universiteit van Amsterdam (UvA). Tussen 2009 en 2011 was ze een zogeheten Senior Associate Member van St Anthony's College, Oxford. 
Na 26 jaar in het buitenland gewoond te hebben, verhuisde ze in 2014 voor een baan als docent Engels en genderstudies aan de American University van Iraq terug naar haar geboortestad Slemani. Op deze universiteit werd ze in 2015 voorzitter van de afdeling 'Engels'.
In 2015 richtte Choman Hardi het Center for Gender and Development Studies (CGDS) op aan de American University of Iraq, Sulaimani . Dit centrum richt zich vooral op genderstudies. 
Hardi vertaalde 'Butterfly Valley' van Sherko Bekas (Arc Publishing, 2018) en won daarmee de PEN Translates Award.
- Bibsys: 11044844
- Bibliothèque nationale de France: cb179629048 (data)
- Gemeinsame Normdatei: 140517286
- International Standard Name Identifier: 0000 0001 2032 3315
- Library of Congress Control Number: nr2004031059
- Nationale Bibliotheek van Tsjechië: jo2005314490
- Nationale Bibliotheek van Israël: 987007320469105171
- Réseau des bibliothèques de Suisse occidentale: 02-A018995680
- Système universitaire de documentation: 154678457
- Virtual International Authority File: 107206137
- WorldCat: E39PBJrGwjqMKK68KXrtqWxVYP